# Красногорлая амадина
Красногорлая амадина (лат. Amadina fasciata) — африканская птица семейства вьюрковых ткачиков.

## Описание
Красногорлая амадина достигает длины до 12 см. Оперение тела коричневатое, самки окрашены несколько светлее, чем самцы и у них отсутствует каштаново-коричневое пятно на брюхе, характерное для самцов. Кроме того, у них имеется красная полоса на горле. У обоих полов бока головы имеют тонкие, тёмные поперечные полосы, а горло белёсое или имеет поперечные полосы. Молодые птицы похожи на самок, у молодых самцов имеется красное ожерелье и часто только намёк на каштаново-коричневое пятно на брюхе.
Среди птиц, содержащихся в неволе, иногда встречаются очень тёмные вариации, которые ошибочно признаются особенным видом под названием Amadina marginalis.
Голос похож на воробья, песня птиц мурлыкающая, либо ворчливая.

## Распространение
Красногорлая амадина распространена от Сенегала до восточной Эфиопии и Сомали, а также к югу до северного Мозамбика, Зимбабве и Ботсваны. Птица населяет сухие саванны, поросшие акацией, не продвигаясь вперёд в полупустынные регионы, как это делает относящаяся к тому же роду красноголовая амадина. Она селится также вблизи поселений человека и её можно наблюдать вблизи деревень и на окраине полей.

## Образ жизни
Красногорлая амадина гнездится в конце сезона дождей или в засушливый период. В зависимости от области распространения меняется период гнездования. Красногорлая амадина откладывает яйца в дуплах деревьев. Самка откладывает от 4 до 6 яиц, высиживание которых продолжается от 12 до 14 дней. В отличие от большинства других вьюрковых ткачиков, молодые птицы содержат своё гнездо в чистоте, испражняясь из отверстия в гнезде, не оставляя помёт в гнезде. Во время гнездового периода они живут парами, образуя затем маленькую или большую стаю. В регионах, где красногорлые амадины часты, можно наблюдать до 1 000 особей в стае.

## Содержание в неволе
Красногорлая амадина, вероятно, первый вид вьюрковых ткачиков и один из первых экзотических видов птиц, которые были ввезены в Европу с целью продажи. Их содержали, вероятно уже в 17-м, но всё же с уверенностью, в 18-м веке. С середины 19-го столетия их регулярно — с перерывами во время обеих мировых войн — предлагают на рынке, импортируя чаще остальных вьюрковых ткачиков.
Красногорлой амадине требуются большие клетки или ещё лучше вольеры для её хорошего самочувствия. Летом они могут содержаться также под открытым небом, однако, осенью они должны быть снова размещены в отапливаемом помещении, так как температура содержания не может быть ниже 10 °C. Они питаются семенами могара, ростками и семенами диких трав. Птицы также охотно поедают зелёный корм, такой как звездчатка средняя и одуванчик лекарственный.

## Подвиды
Различают 4 подвида:
- Amadina fasciata fasciata (Gmelin, 1789)
- Amadina fasciata alexanderi Neumann, 1908
- Amadina fasciata meridionalis Neunzig, 1910
- Amadina fasciata contigua Clancey, 1970

## Галерея

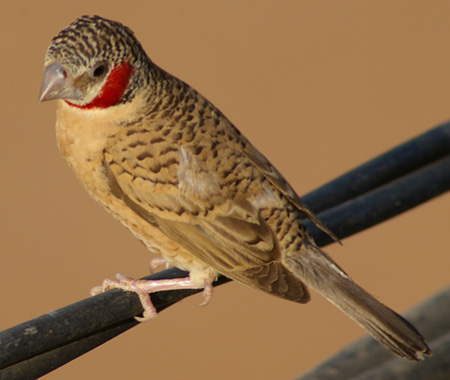
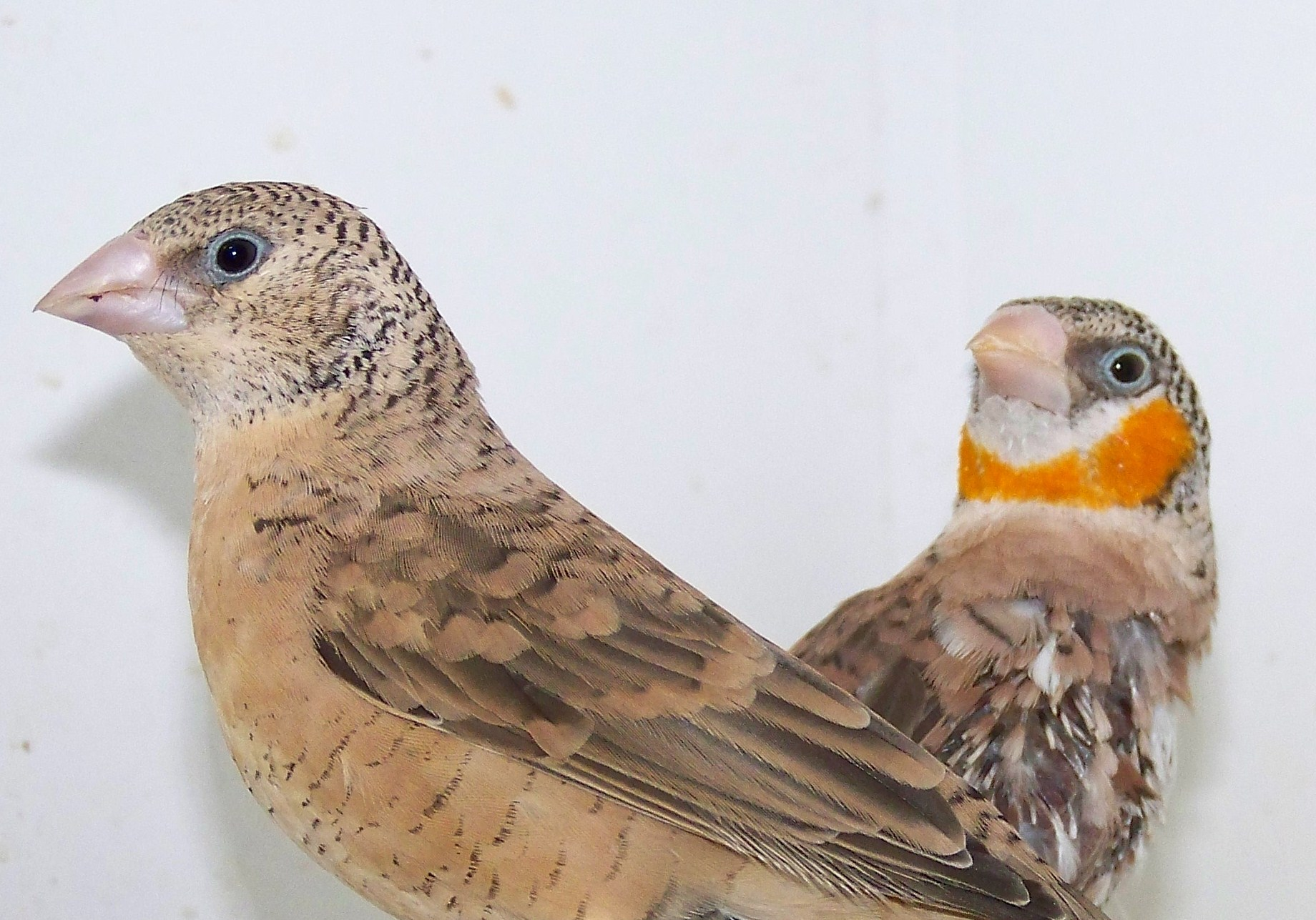
Красногорлые амадины, спереди самка